# Morthemer
Morthemer ist ein Ortsteil von Valdivienne und eine ehemalige französische Gemeinde im Département Vienne in der Region Nouvelle-Aquitaine.

## Geschichte
1969 wurde die Gemeinde Valdivienne durch den Zusammenschluss der Kommunen Morthemer, Salles-en-Toulon und Saint-Martin-la-Rivière gebildet. Im Jahr 1974 kam die ehemals selbständige Gemeinde La Chapelle-Morthemer hinzu.

## Sehenswürdigkeiten
Siehe auch: Liste der Monuments historiques in Valdivienne
- Kirche Notre-Dame, erbaut ab dem 11. Jahrhundert (Monument historique)
- Tour de Cognac, Wehrturm aus dem 11./12. Jahrhundert
- Schloss, erbaut in der zweiten Hälfte des 19. Jahrhunderts (Monument historique)